# Pausanias (geograf)
Pausanias (grekiska: Παυσανίας), troligen från Lydien, var en grekisk upptäcktsresande och geograf verksam under 100-talet e.Kr. 
Pausanias besökte under sina resor den tidens viktigaste kulturländer (Grekland, Mindre Asien, Syrien, Egypten, Libyen och Italien) och har efterlämnat en i tio böcker avfattad resebeskrivning eller resehandbok med titeln Periegesis tes Hellados (Rundresa i Grekland, latin Descriptio Græciæ), tydligen avsedd att tjäna till vägledning för andra turister. Han var en from och religiös man med orubbad tro på den gamla gudalärans sanning. Huvudföremål för hans reseintresse är helgedomarna och de i dem eller deras omgivning befintliga konstverken. Han redogör omständligt för deras ursprung, betydelse och med dem förknippade myter och låter saga och legend gälla som verklighet. En del av innehållet tycks vara avskrivet efter äldre arbeten av samma slag. Hans ärlighet och sanningskärlek kan inte betvivlas. Hans uppfattning är dock ytlig och bristfällig, framställningen ofta oklar och förvirrad, stilen saftlös, tröttande och föga korrekt. Med alla dessa fel är dock hans arbete en oskattbar källa för vår kunskap om det forna Greklands religion, konsthistoria och topografi.